# Muḥammad ibn Aḥmad b. Abī Bakr al-Riqūṭī al-Mursī
Muḥammad ibn Aḥmad b. Abī Bakr al-Riqūṭī al-Mursī (in arabo محمد بن أحمد بن أبي بكر الرقوطي المرسي‎?; Ricote, XIII secolo – Granada, XIII secolo) è stato un teologo e matematico arabo musulmano, attivo nel XIII secolo.

## Primi anni e gioventù
Al-Riqūṭī nacque a Ricote, nella Taifa di Murcia. Nei suoi primi anni di vita subì l'influenza degli ʿulamāʾ e dei mistici musulmani insediatisi nelle vicinanze di Ricote nel IX secolo, che intrattenevano cordiali rapporti umani con i suoi abitanti. 
Al-Riqūṭī trascorse la maggior parte della sua vita tra Ricote e Murcia. Quel dominio era nel XIII secolo un protettorato castigliano e quel periodo era caratterizzato da una rara e felice convivenza tra le tre religioni semitiche: ebraismo, cristianesimo e islam. Quell'epoca pacifica e inusuale fratellanza sociale era favorita dal fatto che l'infante Alfonso X di Castiglia (futuro re Alfonso X "il Savio") era un appassionato di scienze e di cultura in generale: fatti che agevolarono la produttiva attività di studioso di al-Riqūṭī.

## Poliedricità di al-Riqūṭī
Al-Riqūṭī fu uo degli scienziati più versatili e di spicco della sua epoca, sia per quanto riguarda il contesto musulmano, sia per ciò che attiene a quello cristiano. Facevano parte delle competenze di al-Riqūṭī la geometria, l'aritmetica, la medicina il diritto, la teologia, la logica, la retorica, la dialettica e la musica. Nel momento in cui non si era ancora trasferito nella capitale (Murcia), aveva insegnato a persone appartenenti ad altre e diverse religioni le nozioni sulle numerose scienze che coltivava, usando una delle lingue dei suoi discepoli. Dominava ovviamente la lingua araba, ma anche la lingua ebraica, il latino e le lingue romanze che si impiegavano nei luoghi in cui teneva il suo insegnamento, in cui egli era noto come "Ricote".

## Le sue relazioni con Alfonso X il Savio
Tutto ciò non passò inosservato all'infante Alfonso. Nel suo attraversamento di Murcia, approssimativamente nell'anno 1243, al-Riqūṭī si recò nella omonima capitale del regno. Lì mantenne tutti i suoi privilegi legali e il suo status sociale e fondò per lui una Madrasa o Centro di studi. Ad Alfonso tuttavia non era sufficiente avere a sua disposizione uno dei pensatori principali della sua epoca: desiderava che egli abbracciasse il cristianesimo e si dice che gli avesse offerto grandi ricompense se avesse fatto atto di fede cristiana. Secondo Gaspar e Remiro, la risposta del musulmano a queste offerte fu:

## La Reconquista del regno di Murcia e l'ambiente culturale della sua capitale
Nel 1266 il regno di Murcia cadde definitivamente nelle mani della Castiglia. Dal 1252 Alfonso X era suo re, e aveva intenzione di pacificare il Levante iberico. A Murcia s'insediò l'Ordine dei Predicatori domenicano che fondò, sotto gli auspici del re, uno Studio di Lingue Orientali.
Nonostante l'ambiente intellettuale tollerante, in questo centro sembra che si siano verificate anche polemiche e lotte teologiche contro i "non cristiani". Ciò indusse molti saggi cristiani a trasferirsi a Murcia, punto di riferimento peninsulare di grande fama culturale e intellettuale. Alfonso X, amico personale di al-Riqūṭī, premeva in modo sempre più accentuato sul pensatore musulmano perché si convertisse al cristianesimo e perché condividesse la sua saggezza con i grandi pensatori cristiani. Al-Riqūṭī pensava che non fosse necessario cambiare religione perché si producesse un interscambio culturale e di pensiero tra loro. Difatti collaborava con lo Studio dei domenicani come con la Madrasa.

## Gli ultimi anni: trasferimento nel Sultanato nasride di Granada
Al-Riqūṭī non patì alcuna discriminazione intellettuale per la pressione dei sapienti cristiani, ma non era più a suo agio a Murcia. La verità è che per trent'anni mantenne la sua cattedra a Murcia, ma la crescente pressione da parte del re perché diventasse cristiano e il deterioramento delle condizioni dei Mudéjar nel regno di Murcia dopo le rivolte del 1264 e l'invito ricevuto da Muhammad II di Granada, secondo sovrano della dinastia nasride, perché si trasferisse nella sua capitale multietnica e multiculturale, fecero decidere al-Riqūṭī, poco dopo il 1272, a intraprendere il suo cammino di volontario esilio alla volta di Granada, per poter vivere in terra islamica.
Il Sultano granadino si fece suo discepolo, gli concesse un'alta dignità nel palazzo reale e creò per lui un Centro studi simile alla Madrasa di Murcia. Al-Riqūṭī rimase a Granada fino alla sua morte, circondato dalla stima generale. Lì avrebbe finito gli ultimi giorni della sua vita dedicati all'insegnamento e alla difesa dell'Islam in alcune controversie, delle quali si disse che sarebbe sempre uscito "vittorioso". 
Per quanto riguarda il centro degli studi di Murcia, esso scomparve assieme al suo insegnante, e fu trasferito a Siviglia, dove, a quanto pare, produsse buoni risultati.